# Српска народна музика
Српска народна музика је народна музика коју изводе (свирају и певају) становници Србије. У ширем смислу, Српска народна музика се односи и на музику коју изводе Срби ван Србије.
Српску народну музику можемо поделити у народну музику у ужем смислу, тзв. изворну народну музику, и њене деривативе: традиционалну музику, староградску музику, итд. Фолк музика, упркос своме имену, у ствари не спада у народну музику, мада може садржати музичке или текстуалне мотиве који потичу из народне музике.
Народна музика се може поделити на вокалну, инструменталну и вокално-инструменталну.

## Инструменти
Традиционални музички инструменти српског народа на којима се изводила изворна народна музика су фрула, гајде, труба, гусле, тамбура и шаргија. Неки од ових инструмената, нпр. шаргија, употребљавају се углавном ван Србије, док су други (тамбура) више локалног карактера. Гусле су универзално употребљаване као музичка пратња уз рецитовање епских или лирских народних песама. У новије време, под утицајем Ромских оркестара и музичким утицајем из суседних земаља, у народну музику улазе виолина, хармоника, гитара и други инструменти.

## Облици и врсте
Најпознатији облик инструменталног народног стваралаштва су кола. Коло је ритмична мелодија у различитим тактовима, намењена за играње. Коло се игра тако што се играчи окупе у круг (који може али и не мора бити повезан) и ухвате за руке, па се група играча помера у једну или у другу страну у ритму мелодије, уз могуће подизање руку и ногу.
Условно говорећи, већина народне вокалне баштине односи се на лирске песме љубавног или обичајног карактера. Постоје међутим и примери десетерачке поезије која се пева.
Традиционална (стилизована) народна музика у односу на изворну има сложеније мелодије, музика и речи могу бити плод ауторства (сада углавном непознатих) уметника. Ову музику карактерише чешћа употреба инструмената као што су виолина, хармоника, итд. Почеци ове музике су у 19. веку, када су народне песме биле бележене и обрађиване од стране тадашњих композитора уметничке музике.
Староградска музика је музика са текстовима оријентисаним ка градским миљеима (Београд, Нови Сад, Сомбор, Шабац, Врање). Са традиционалном музиком дели сличне тоналитете и мелодије.

## Народна музика у модерном добу

### Од почетка 20. века до Другог светског рата
Народна музика доживљава свој процват почетком 20. века и појавом грамофона и радија. Народна музика тога доба изводи се по кафанама, које постају култна места окупљања грађанских слојева (једна од најчувенијих кафана била је „Нови Београд“ која се налазила у улици Макензијевој у Београду). Из тога доба чувени су (махом ромски) оркестри Цицварића, Душана Попаза, Паје Николића, Стевице Николића, Паје Тодоровића уз прегршт других познатих и мање познатих састава. 
Оркестри прате познате певаче тога доба као што су били Мијат Мијатовић, Софка Николић, Теодора Арсеновић, Милан Тимотић, а поједини оркестри састављани су ad hoc искључиво за снимање грамофонских плоча. Из овог периода потичу и певачи као Бора Јањић - Шапчанин, Вука Шехеровић и други који су снимали за познате стране и домаће дискографске куће - Odeon, Concert Gramophone Record, Homocord, His Master's Voice, Polydor, Edison Bell Penkala, Elektroton и друге.
Крајем двадесетих година 20. века јавља се и Властимир Павловић Царевац, који након Другог светског рата постаје шеф Великог Народног оркестра Радио Београда. Народни оркестар основао је Сима Беговић, а Царевац у овај оркестар долази пред сам Други светски рат. Беговић бива убијен пред само ослобођење 1944. године.

### Српска музика у новој Југославији (1945—1971)
После рата, уз Царевца, сазрева плејада интерпретатора као што су Вуле Јефтић, Радмила Димић, Анђелија Милић, Даница Обренић, Предраг Гојковић, Миодраг Поповић, Велинка Гргуревић, Мара Ђорђевић и многи други. Ту су и велики хармоникаши Радојка и Тине Живковић, Миодраг Тодоровић - Крњевац, виолиниста Жарко Милановић и познати фрулаш Сава Јеремић. Поред Царевца значајан тамбурашки оркестар води Макса Попов.
Радио Београд постаје центар око кога се окупља скоро све што вреди у народној музици. Било је то златно доба народне музике у Србији. Организују се концерти, редовна снимања трајних снимака на магнетофонске траке, итд. 
Нажалост, небрига, мањак трака и бахатост људи са врха власти по чијим налозима су траке физички бацане из фонотеке Радио Београда, учинило је да подоста од овог снимљеног материјала није сачувано, а релативно мала количина овог стваралаштва снимљена је на грамофонске плоче. 
Из тог доба, познати су и оркестри Душка Радетића, Бранка Белобрка, Радета Јашаревића, а касније, седамдесетих година 20. века, и Бранимира Ђокића.

### Од народне дофолка(1971—1991)
Седамдесете и осамдесете године 20. века доносе и нове млађе солисте као што су Станиша Стошић, Недељко Билкић, Душица Билкић, Уснија Реџепова, Василија Радојчић, Оливера Катарина, Лепа Лукић, Драган Живковић Тозовац, Тома Здравковић, Мерима Његомир, Мирослав Илић, Раде Јоровић, Радиша Урошевић.

### Постјугословенски период (после 1991. и надаље)
У најновије доба, традицију народне музике негују свирачи и певачи као што су Милица Милисављевић Дугалић, Светлана Стевић Вукосављевић, Дарко Мацура, Браћа Теофиловићи, Бокан Станковић, Биљана Крстић, Светлана Спајић или Срђан Асановић, као и ансамбли и музички састави: КУД Бранко Марковић, Моба, Дрина, Бело платно, Пјевачка дружина Светлане Спајић, Искон (музички састав), Етно група Траг, Кулин Бан, Ђидо, Оркестар Шајка...